# Melanochlamys lorrainae
Melanochlamys lorrainae is een slakkensoort uit de familie van de Aglajidae. De wetenschappelijke naam van de soort is voor het eerst geldig gepubliceerd in 1968 door Rudman.